# نجيب نصار
نجيب نصار (1872–1948) أديب وصحفي فلسطيني ولد في عين عنوب، تلقى علومه الابتدائية في الشويفات وأكمل دراسته الثانوية في سوق الغرب ثم دخل الجامعة الأميركية في بيروت وتخرج منها بشهادة في الصيدلة، زاول نجيب نصار مهن عده منها: الصيدلة والتربية وكان أهمها مهنة الزراعة كان قد اشترى عدة أراضي في طبريا، لكن كان عديم الخبرة في مجال الزراعة السبب الذي دفعه للاستعانة بمستوطن بريطاني، الذي أعاره «الموسوعه اليهودية» لهذا الغرض، ليتعرف على مصطلح صهيونية في الموسوعة ولتبدأ مسيرته في تشكيل الوعي الفلسطيني الحديث، استقر بفلسطين في أواخر القرن التاسع عشر واتخذ مدينة حيفا في الساحل الفلسطيني مقراً له ولأعماله ومن أبرزها الصحافة، وأطلق عليه البعض لقب «شيخ الصحافة الفلسطينية». كان من رواد المناهضين للحركة الصهيونية، فقام بتأسيس «صحيفة الكرمل» عام 1908 وهي صحيفه سياسية إسبوعية تنشر عن ممارسات الحركة الصهيونية وتحذّر من المشروع الصهيوني، كما قام بالكتابة عن صفقات بيع الأراضي لليهود.
ساهمت معه في تحرير الكرمل زوجته ساذج نصار إحدى رائدات العمل النسائي في فلسطين فاعتُقلت سنة 1938 لمدة عام بتهمة إمداد الثورة بالسلاح.
قام بشراء أرض في بيسان كنوع من التأكيد على مبادئه التي كان ينادي فيها بعدم تمكين اليهود من الأراضي الفلسطينية. طاردتة السلطات العثمانية إبّان الحرب العالمية الأولى عام 1915 بقرار من قائد الأسطول الرابع أحمد جمال باشا الملقب بالسفاح، إلا أنه استطاع الفرار إلى جهات عديدة ومنها إلى مدينة الناصرة حيث استجار بصديقه كامل بولس قعوار من الناصرة لفترة، واختبأ عند بعض أفراد عائلة الفاهوم من الناصرة وقرية اندور حيث استقبله الوجيه عبد الله بك الفاهوم إبان اختفائه عن أعين السلطات. أثناء اختفائه بادر نصار بكتابة كتاب تحدث فيه عن الشهامة العربية والنخوة التي صادفته أثناء محنته وهو أشبه بمذكرات لتلك الفترة على الأقل حيث أوصى شقيقه بالمخطوط إلا أن ظروف وأهواء الحرب دفعت شقيقه لإتلاف المخطوط نهائياً.
عاش نجيب نصار أواخر حياته ما بين بيسان والناصرة حيث توفي في عام 1948 ودُفن في مدينة الناصرة في مقبرة الروم الأرثوذكس حيث كُتب على قبرة «لذكرى شيخ الصحافة الفلسطينية نجيب نصار».
من آثاره: «الصهيونية، ملخص تاريخها، غايتها وامتدادها حتى سنة 1905».

## روابط خارجية
ْ